# (469362) 2001 KB77
(469362) 2001 KB77, também escrito como (469362) 2001 KB77, é um objeto transnetuniano (TNO) que está localizado no cinturão de Kuiper, uma região do Sistema Solar. Este corpo celeste é classificado como um plutino, pois, o mesmo está em uma ressonância orbital de 2:3 com o planeta Netuno. O mesmo possui uma magnitude absoluta de 7,0 e tem um diâmetro com cerca de 160 km ou 244 km. O astrônomo Mike Brown lista este objeto em sua página na internet como um candidato a possível planeta anão.

## Descoberta
(469362) 2001 KB77 foi descoberto no dia 23 de maio de 2001 pelo astrônomo Marc W. Buie.

## Órbita
A órbita de (469362) 2001 KB77 tem uma excentricidade de 0,284 e possui um semieixo maior de 39,685 UA. O seu periélio leva o mesmo a uma distância de 28,406 UA em relação ao Sol e seu afélio a 50,963 UA.